# Bảo tàng Hoàng gia Ontario
Bảo tàng Hoàng gia Ontario (ROM, tiếng Pháp: Musée royal de l'Ontario) là một bảo tàng nghệ thuật, văn hóa thế giới và lịch sử tự nhiên ở Toronto, Ontario, Canada. Đây là một trong những bảo tàng lớn nhất ở Bắc Mỹ và lớn nhất ở Canada. Nó thu hút hơn một triệu khách truy cập mỗi năm, khiến ROM được nhiều người tham quan nhất ở Canada. Bảo tàng nằm ở phía bắc Công viên Queen's, thuộc quận Đại học Toronto, với lối vào chính trên đường Bloor Street West. Trạm tàu điện ngầm Museum của Ủy ban Giao thông Toronto được đặt tên theo ROM và kể từ năm 2008, nó được trang trí giống với bộ sưu tập của tổ chức.
Được thành lập vào ngày 16 tháng 4 năm 1912 và khai trương vào ngày 19 tháng 3 năm 1914, bảo tàng đã duy trì mối quan hệ chặt chẽ với Đại học Toronto trong suốt lịch sử của nó, thường chia sẻ chuyên môn và tài nguyên. Bảo tàng nằm dưới sự kiểm soát và quản lý trực tiếp của Đại học Toronto cho đến năm 1968, khi nó trở thành một cơ quan Crown độc lập của chính phủ Ontario. Ngày nay, bảo tàng là tổ chức nghiên cứu thực địa lớn nhất của Canada, với các hoạt động nghiên cứu và bảo tồn trên toàn cầu.
Với hơn 6.000.000 hiện vật và 40 phòng trưng bày, các bộ sưu tập văn hóa thế giới và lịch sử tự nhiên đa dạng của bảo tàng góp phần tạo nên danh tiếng quốc tế. [6] Bảo tàng chứa các bộ sưu tập đáng chú ý về khủng long, khoáng sản và thiên thạch, nghệ thuật Cận Đông và Châu Phi, Nghệ thuật Đông Á, lịch sử châu Âu và lịch sử Canada. Nơi đây lưu giữ bộ sưu tập hóa thạch lớn nhất thế giới từ Burgess Shale với hơn 150.000 mẫu vật. Bảo tàng cũng chứa một bộ sưu tập phong phú về thiết kế và mỹ thuật, bao gồm quần áo, nội thất và thiết kế sản phẩm, đặc biệt là Art Deco.